# Raionul Solone, Dnipropetrovsk
Solone (în ucraineană Солонянський район, transliterat: Soloneanskîi raion) este un raion în regiunea Dnipropetrovsk, Ucraina. Reședința sa este așezarea de tip urban Solone.

## Demografie
Componența lingvistică a raionului Solone
     Ucraineană (92,66%)
     Rusă (6,37%)
     Alte limbi (0,42%)
Conform recensământului din 2001, majoritatea populației raionului Solone era vorbitoare de ucraineană (92,66%), existând în minoritate și vorbitori de rusă (6,37%).